# Unifred Amat
Unifred Amat (? - 1011). Magnat emparentat amb els comtes d'Empúries i Barcelona. Vicari dels castells de Castellví de Rosanes i Castellví de la Marca per herència i del castell de Castellet per compra directa al comte Borrell de Barcelona.
Fill del vicari Sendred (fundador de la casa dels Castellvell) i de Truitelda. El seu germà fou Ènnec Bonfill de Cervelló.
Es va casar amb Riquilda de Sant Martí, filla del vicari Galí de Sant Martí. El seu fill Guillem va heretar les principals possessions de la família, els dos Castellvells, mentre que l'altre fill Otger va heretar el castell de Castellet.